# Chrysocale ignita
Chrysocale ignita là một loài bướm đêm thuộc phân họ Arctiinae, họ Erebidae.